# Pologne aux Jeux olympiques d'hiver de 1948
Cet article contient des informations sur la participation et les résultats de la Pologne aux Jeux olympiques d'hiver de 1948 à Saint-Moritz en Suisse. La Pologne était représentée par 29 athlètes. La délégation polonaise n'a pas récolté de médaille.